# Paraugaptilus archimedi
Paraugaptilus archimedi is een eenoogkreeftjessoort uit de familie van de Arietellidae. De wetenschappelijke naam van de soort is voor het eerst geldig gepubliceerd in 1973 door Gaudy.